# Иларион (Фомин)

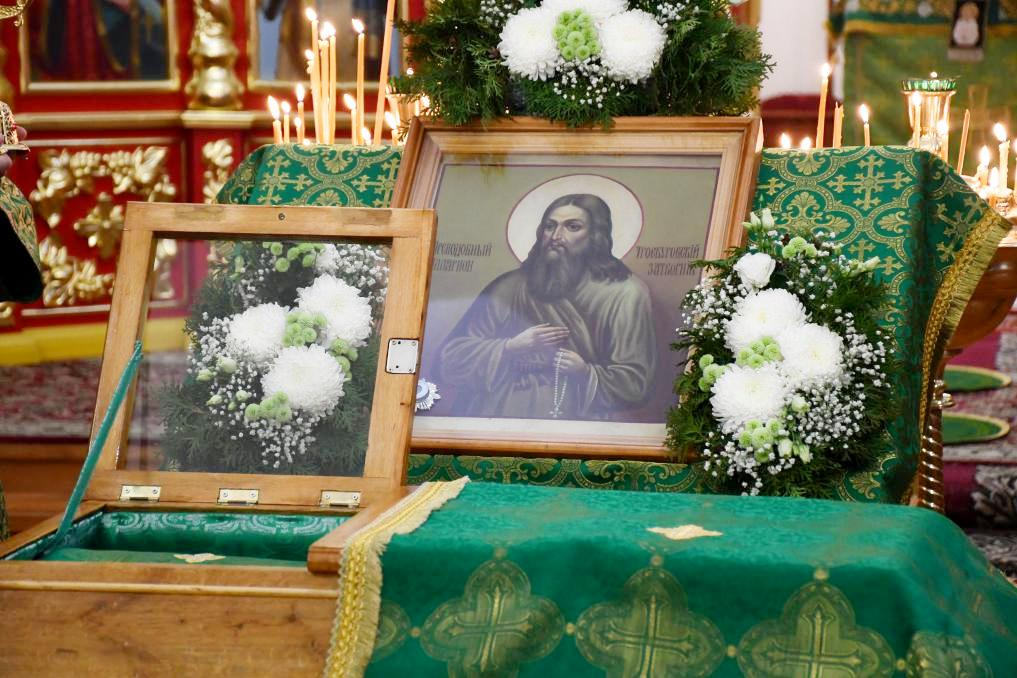

Иларио́н Троеку́ровский (в миру Иларион Мефодиевич Фомин или Фокин; в пострижении Иларий; 21 октября [1 ноября] 1774, Зенкино, Московская губерния — 5 [17] апреля 1853, Троекурово, Тамбовская губерния) — монах Русской православной церкви; известен более под именем отца Илариона, хотя тайно он был пострижен с именем Илария; пустынник-затворник.

## Биография
Иларион Фокин родился в 1774 году в селе Зенкине Раненбургского уезда в семье крестьянина.
Ещё в юности выделялся склонностью к молчанию, молитве и воздержанием; родителям не нравились такие наклонности сына и они в 1777 году женили его, но он в день свадьбы убежал из родительского дома в Киев. Впоследствии он вернулся на родину и жил в селе Головинщине у священника, обучился грамоте и поселился версты за четыре от селения, в так называемом Воловом овраге, в вырытой им самим пещере.
Через шесть лет был изгнан из Волового оврага и с этого времени начались его сорокалетние странствования по разным сёлам и деревням; он думал устроиться в Скопинском Дмитриевом монастыре, в Раненбургской Петропавловской пустыни, в Коренной пустыни Курской губернии, где принял тайный постриг с именем Илария, но отовсюду был гоним, то по наветам монастырской братии, то по проискам своей жены и даже несколько раз был арестован. Только в 1824 году отец Иларион спокойно поселился в селе Троекурово Лебедянского уезда Тамбовской губернии и там подвизался в затворе более чем на 30 лет.
Добродетельная и подвижническая жизнь его везде собирала вокруг него почитателей и последователей, несмотря на старание его остаться неизвестным; в селе Троекурово вдовы и девицы составили целое общество, начальником которого стал отец Иларион. На собранные деньги он купил землю в деревне Могилках и выхлопотал право на учреждение Троекуровской женской общины, но не дожил до её полного учреждения: Иларионовская женская община была открыта в 1857 году.
За 6 лет до кончины Иларион Фокин потерял зрение; скончался 5 апреля 1853 года.